# Slovanská jména
Většina slovanských jmen se skládá ze dvou slov, z nichž jedno je obvykle zpodstatnělé sloveso (těšit, klát, vítat, slavit) a druhé nějaké podstatné jméno, či zájmeno, které naznačuje, co s ním ten dotyčný dělá (např. Vladislav – Slaví (oslavuje) vládu, Vojtěch – Těší (utěšuje) voj (míněno bojový), Bořivoj – Boří voj). Některá jsou naopak jen s jedním základem jako Neklan, Měšek či Krok. Ženských jmen se zachovalo méně, ale i tam najdeme podle stejného pravidla třeba Drahomíru či Božetěchu.

## Význam slovanských jmen
Jména nesložená (jednočlenná) jsou po stránce pojmenovací na stejné úrovni jako jména složená; nejsou však výsadou příslušníků vládnoucí vrstvy, náčelníků, lidí svobodných, nýbrž je dostávali poddaní. Lid měl jména prostá, vojevůdci a vládcové jména složená.

### Jména nesložená
Záruku starobylosti máme u jmen, která odpovídají představám člověka o jejich magické síle, jsou to jména přací (predestinační), která mají svému nositeli zajistit dobrý osud, vlastnosti (Živan, Bujan) a jména ochranná (Nekrasa, Hlupoň, Zlen, Mladota, Prodan), která měla odvracet pozornost zlých démonů od dětí i dospělých.

### Jména složená
Nejčastějšími základy staročeských/staroslovanských jmen bývají komponenty:
| Předpona nebo přípona | Význam                                                             | Příklady |
| --------------------- | ------------------------------------------------------------------ | --- |
| buď, bud              | „buď, ustanovující“, „budoucnost přinášející“,                     | Budimír, Budivoj, Budislav/a                                                                                                  |
| boh, bož              | „bůh“                                                              | Bohuslav/a, Bohdan/a, Božetěch/a, Božen/Božena                                                                                |
| bor                   | „bojovník, bojující vojín“                                         | Bořivoj, Dalibor, Ratibor |
| bron, bran            | „obrana“                                                           | Bronislav/a (Branislav/a) |
| buz                   | „buzení, provouzení“, „myšlenku budící/šířící“                     | Radbuz/Radbuza, Radbůz/Radbůza (lze připustit i čárku na „ú“, díky složení slov)                                              |
| bol                   | „více“                                                             | Boleslav/a |
| cti, čest             | „čest, čestný“                                                     | Čestmír/a, Ctibor/a, Ctislav/a, Česlav/a, Ctirad/a                                                                            |
| hněv                  | „hněv“                                                             | Zbyhněv/a (zdrobněle podomácku Zbyšek)/a, Spytihněv                                                                           |
| jar                   | „jaro, mladost; bystrost, hbitost, bujarost; veselost, radostnost“ | Jaromír/a, Jaroslav/a |
| kaz                   | „kázat (příp. kazit, ničit)“                                       | Kazimír/a, Kaziměř/a, Kaz/Kazi                                                                                                |
| lub, lib              | „líbivost“; „láska“                                                | Lubomír/a, Libor |
| lud, lid              | „lid“                                                              | Ludmila, Lidmila, Ludomír |
| mil                   | „milost; milý, klidný; milující“                                   | Miloslav/a, Bohumil/a, Dalimil/a, Jaromil (Jarmil/a), Vlastimil, Milobrat, Miloš                                              |
| měř                   | „přesnost; měření schopný“                                         | „mírný, mírumilovný“ |
| mír                   | „mírný, mírumilovný“                                               | Daromir, Miroslav/a, Gradimir, Jaromír/a, Slavomír/a, Svyatomir, Chestimir, Vladimír/a, Kazimír/Kazimíra, Ždanimír, Zvenimir, |
| mysl                  | „mysli, moudrost“                                                  | Přemysl, Křesomysl, Přemyslav                                                                                                 |
| rad                   | „radost, radující se, radostný“, „starostlivý“                     | Radoslav/a, Radovan/a (Radvan/a), Radomil/a, Radomír/a, Ctirad/a                                                              |
| slav                  | „slavící, slav(e)ný“                                               | Jaroslav/a, Slavomír/a, Stanislav/a, Vladislav/a, Vácslav (Václav/a)                                                          |
| sob                   | „sobě“                                                             | Soběslav/a, Sobibor |
| sud                   | „soudící, rozsoudný“; „sudba, osud“                                | Sudimír/Sudomíra |
| svat                  | „svátek/svaté ctící“                                               | Svatav/Svatava, Svatoslav/a, Svatobor                                                                                         |
| svět                  | „světící, světlo/svěcení ctící/přinášející“                        | Světoslav/a, Světlan/Světlana                                                                                                 |
| vít                   | „silný“                                                            | Hostivít, Vítězslav, Ludovít                                                                                                  |
| vlad                  | „ten, kdo vládne, vládce“                                          | Vladislav/a, Vladimír/a, Vladan/Vladěna                                                                                       |
| voj                   | „bojovný, bojovník, vojsko“                                        | Bořivoj, Vojtěch |
| vrat                  | „návrat“, „obrat“                                                  | Vratislav/a |
| zby                   | „pozbýt, ztratit“                                                  | Zbyslav/a, Zbyhněv/a, Zbyněk                                                                                                  |
| zdi                   | „čest“, „zde slavný“, „čekání“                                     | Zdislav/a |

## Příklady ženských slovanských jmen v českých zemích
Blažena, Bohdana, Bohumila, Bohuna, Bohuslava, Bořena, Božena, Božetěcha, Bratruše, Bratřice, Bronislava, Ctěna, Černice, Dobrava, Dobroslava, Doubravka, Drahomíra, Drahoslava, Dúbrava, Hněvka, Hodava, Jarmila, Jaroslava, Jelena, Kazimíra, Kvašena, Květava, Květoslava, Lada, Lubava, Lidmila, Ludmila, Milada, Milena, Miluše, Mlada, Miroslava, Nětka, Pluhava, Radmila, Radoslava, Svatava, Třebava, Věra, Václava, Vendula, Vladimíra, Vladislava, Vlasta, Vlastěna, Vojtěcha, Vratislava, Zdeňka, Zdislava, Zlata, Zora, Zořena, Žizňava…

## Příklady mužských slovanských jmen včeských zemích
Bezděd, Bezprym, Bohdan, Bohumil, Bohuň, Bohuslav, Boleslav, Bořiš, Bořivoj, Božata, Břetislav, Budimír, Budislav, Budivoj, Bujín, Ctibor, Ctirad, Černín, Čeněk, Dalimil, Dlugoš, Drahoš, Dušan, Hodislav, Holáč, Hostislav, Hostivít, Hovora, Horymír, Hroznata, Jarmil, Jaromír, Jaroslav, Jaroš, Jurata, Kazimír, Kocel, Kochan, Kojata, Koša, Křesina, Květek, Lestek, Lešek, Měšek, Mikuš, Milhošt, Miloň, Miloš, Miroslav, Mnata, Mojmír, Mstiš, Mulina, Načerat, Nakon, Neklan, Nerad, Nezamysl, Ojíř, Oneš, Ostoj, Prkoš, Přemysl, Přibík, Příbram, Přibyslav, Přivitan, Radek, Radim, Rastislav, Ráž, Rostislav, Rozroj, Sezema, Slavek, Slavibor, Slavitah, Slavník, Slopan, Soběbor, Soběslav, Spytihněv, Stanoslav, Stojan, Strojmír, Stromata, Střezimír, Svatobor, Svatopluk, Svojen, Svojslav, Svojšek, Vacek, Vacena, Václav, Vitislav, Vítězslav, Vladimír, Vladislav, Vladivoj, Vladoň, Vladota, Vlastislav, Vojen, Vojmír, Vojtěch, Vratislav, Vražek, Všebor, Zbyhněv, Zbyněk, Zbyšek, Zdeněk, Zderad, Zlatoň, Zlatoslav, Znanek

## Příklady ženských slovanských jmen vPolsku
Bogna, Bogdana, Bogumiła, Bogusława, Bolesława, Bożena, Bronisława, Czesława, Dąbrówka, Dobrochna, Dobroniega, Dobrosława, Gniewomira, Godzimira, Godzisława, Gorzysława, Grzymisława, Kazimiera, Ludmiła, Marzanna, Mieczysława, Milena, Miła, Mira, Mirosława, Radochna, Radosława, Sławomira, Sobiesława, Stanisława, Sulisława, Wacława, Wiesława, Władysława, Zdzisława

## Příklady mužských slovanských jmen v Polsku
Bogdan, Bogumił, Bogusław, Bogusz, Bohdan, Bolesław, Bożydar, Bronisław, Chwalibóg, Chwalisław, Czcibor, Czesław, Dobiegniew, Dobiesław, Dobrogost, Dobromir, Dobromił, Dobrosław, Domard, Domasław, Dzierżysław, Gniewko, Gniewomir, Godzimir, Godzisław, Gorzysław, Jarosław, Krzesimir, Kazimierz, Lech, Lechosław, Lesław, Leszek, Lubomir, Ludomił, Mieszko, Mieczysław, Miłosław, Miłosz, Mirosław, Mścisław, Mściwój, Przemysław, Przybysław, Radosław, Rościsław, Sambor, Sasko, Sędziwoj, Sławoj, Sławomir, Sobiesław, Stanisław, Sulisław, Świętosław, Wacław, Wiesław, Wińczysław, Władysław, Włodzimierz, Wojciech, Wszebor, Zawisza, Zbigniew, Zbyszko, Zdzisław, Ziemowit